# Pierre Lelong (flibustier)
Pour les articles homonymes, voir Pierre Lelong.

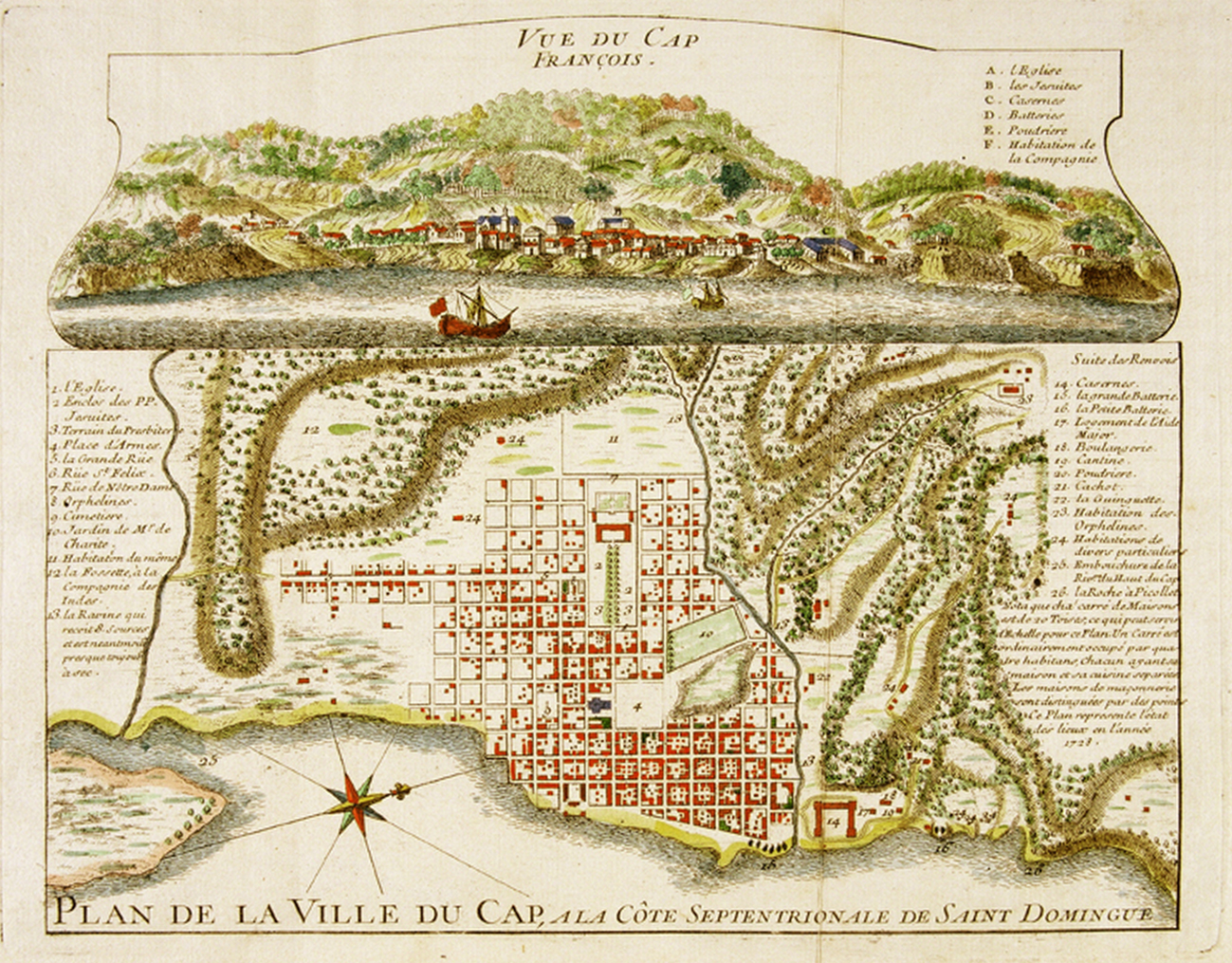
Le Cap François vers 1728

Pierre Lelong, également appelé Pierre Length, est un flibustier français, né vers 1650 et décédé à Saint-Domingue, le 15 juillet 1690. Il fut le premier commandant à s'établir à Cap Français.

## Éléments biographiques
Pierre Lelong fut le premier commandant à la tête d'une douzaine d'aventuriers venus de l'Île de la Tortue à avoir créé, en 1670, un établissement permanent sur les hauteurs de Cap Français,. Ce n'est toutefois que bien plus tard, en 1684 que sera fondé le poste bas-du-Cap où se développera Cap Français. Pierre Lelong s'établit à la Petite Anse sur la rive droite de la rivière du Haut-du-Cap. Il disposait déjà d'une bonne expérience dans la culture du manioc et du coton acquise à la tortue aussi, son exploitation deviendra rapidement prospère. Il devint l'un des plus grands propriétaires de la région. On le disait « patient, tenace et énergique » et « généreux envers les humbles », ce qui le distinguait des autres planteurs.
Vers 1684, il épouse Anne Dieu-le-veut. Marie-Marguerite Yvonne Lelong, leur fille, nait à Morlaix, le 16 février 1688. Pierre Lelong est tué, moins de trois années plus tard, lors d'une rixe à Saint-Domingue, le 15 juillet 1690.

## Descendance[1]
- avec Anne Dieu-le-veut
  - Marie Marguerite Yvonne Lelong (1688-1774)